# Scandal (film fra 1917)
Scandal er en amerikansk stumfilm fra 1917 af Charles Giblyn.

## Medvirkende
- Constance Talmadge som Beatrix Vanderdyke
- Harry C. Browne som Pelham Franklin
- J. Herbert Frank som Sutherland Yorke
- Aimee Dalmores som Ida Larpent
- Gladden James som Malcolm Fraser